# Dwór na Marcelinie w Poznaniu
Dwór na Marcelinie – dawny dwór (podmiejska rezydencja), zlokalizowany w Poznaniu, na Marcelinie, przy ul. Zgorzeleckiej 4.

## Charakterystyka
Pierwotny, skromny dwór wzniosła w tym miejscu Konstancja Łubieńska (połowa XIX wieku), lokując w jego sąsiedztwie prywatną szkołę gospodarczą dla dziewcząt, a także przytułek dla sierot. Obecny dwór to następca pierwotnego – został wzniesiony w czwartej ćwierci XIX wieku przez niemieckich właścicieli majątku. Jest to obiekt parterowy, z poddaszem mieszkalnym. Centralny ryzalit jest podwyższony. Całość nakryta dachem dwuspadowym z wysuniętymi okapami. Detal reprezentuje styl neorenesansowy (np. pilastry, czy gzymsy).
Obiekt jest otoczony parkiem z połowy XIX wieku (częściowo przebudowanym). Ze starego drzewostanu zachowały się m.in.: buk pospolity (odmiana purpurowa), jesion wyniosły, kilka lip i dębów. Z dawnego folwarku zachowały się: spichlerz, budynek inwentarski, dwa silosy z bloczków cementowych naśladujących fakturą kamień naturalny, a także kolonia domków pracowników folwarcznych (początek XX wieku, ul. Zgorzelecka 15). W kierunku dworu, od strony ul. Konstancji Łubieńskiej, prowadzi ul. Zgorzelecka, mająca tu formę okazałej alei klonowej.
Obecnie dwór mieści Katedrę Żywienia Roślin poznańskiego Uniwersytetu Przyrodniczego (prowadzącą na polach wokół bank genów szparaga). W pobliżu znajdują się: Fort VIIa, dawny folwark Edwardowo (z zabytkowa bramą) i centrum handlowe King Cross Marcelin.